# Palác Michny z Vacínova
Palác Michny z Vacínova nebo Michnův či Michnovský palác, známý též pod novějším názvem Tyršův dům, je komplex budov v čele s honosným barokním palácem, nacházející se v Praze v jižní části Malé Strany přibližně na rozhraní Újezda a ulice Karmelitská v městské části Praha 1. Je sídlem České obce sokolské. Michnův palác včetně Staré zbrojnice, tělocvičny, zahradního domku, ohradní zdí a zahrady je kulturní památkou České republiky.

## Historie

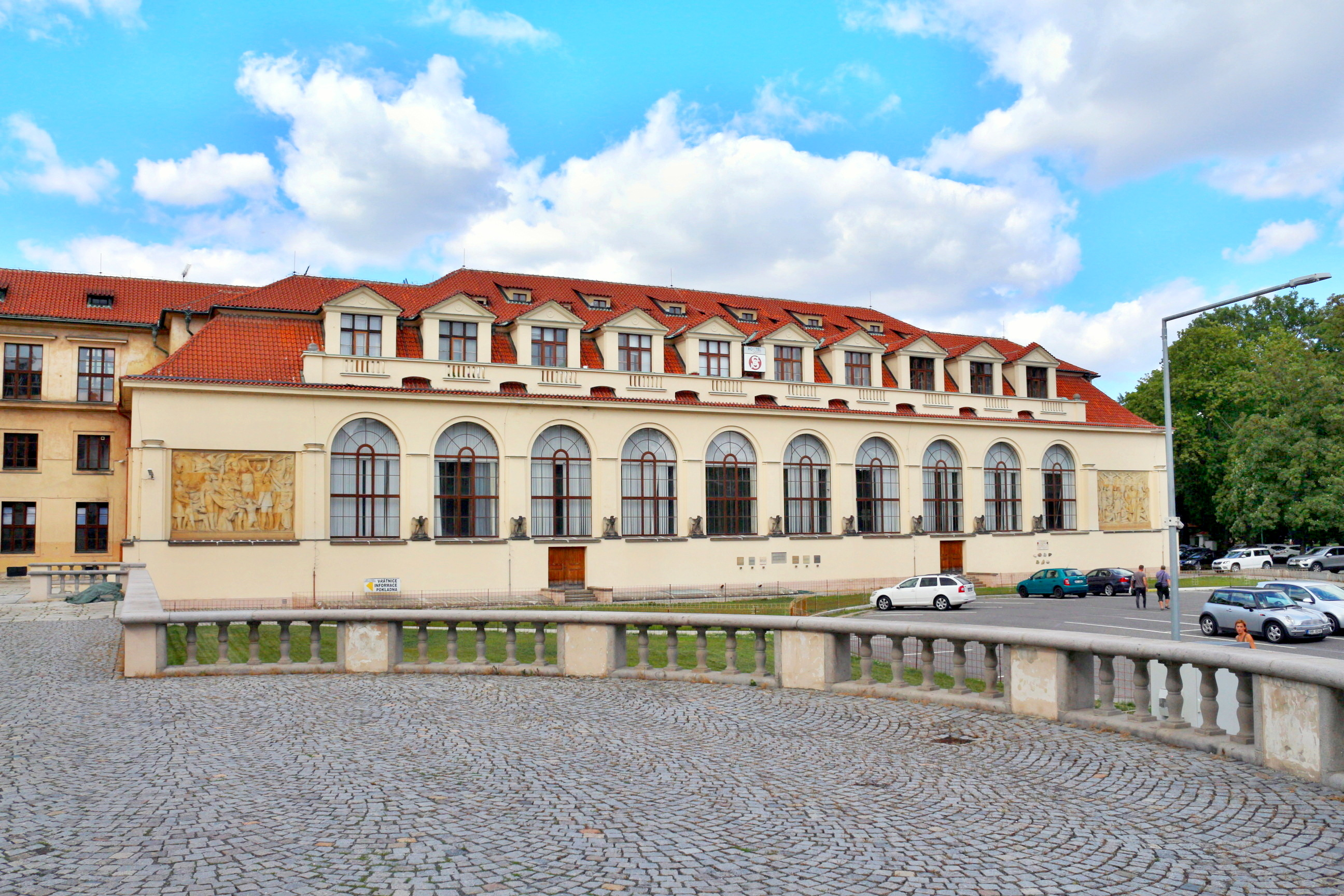
Zahradní křídlo paláce s tělocvičnou

Ve středověku se v těchto místech nacházelo několik domků venkovského rázu, zahrady, štěpnice, vinice a viniční domek s dvorcem (dnešní čp. 450), který přináležel zprvu jeptiškám chotěšovského kláštera, poté magdalenitkám a od roku 1603 zde měly zahradu sestry dominikánky z nedalekého malostranského kláštera. Dvorec magdalenitek byl roku 1420 vydrancován husity a poté konfiskován ve prospěch malostranské obce.
První zápis o palácové stavbě se vztahuje k roku 1587, kdy Jan nejstarší Vchynský z Vchynic prodal dům se zahradou, štěpnicemi, vodárnou, domkem a lusthausem Adamu Slavatovi z Chlumu a Košumberka. Jan Vchynský († 1590) byl v roce 1586 karlštejnský purkrabí, byl zadlužený a měl neshody s císařem Rudolfem II. V držení Adama Slavaty byl objekt jen 13 let, v roce 1600 vše prodal s velkou ztrátou za 4 245 kop českých grošů, v roce 1616 zemřel zcela chudý. Kupující p. Rebenik nemovitosti téhož roku prodal (se ziskem) Adamovi ze Šternberka. Adam ze Šternberka musel v roce 1618 uprchnout ze země a vlastnictví tohoto objektu přešlo někdy v letech 1616–1618 na Jindřicha Matyáše Thurna. Tento šlechtic musel po bitvě na Bílé hoře uprchnout ze země, aby si zachránil život. Jeho majetek v Čechách byl zkonfiskován a manželka Zuzana, rozená z Tyfenbachu, zůstala v Čechách bez peněz. Proto zažádala úřady, aby jí bylo vráceno alespoň věno, takže v roce 1622 ji byl majetek na pražském Újezdě vrácen. Prodala jej v roce 1623 za deset tisíc kop grošů míšeňských Pavlu Michnovi z Vacínova.
Každý z výše uvedených šlechticů prováděl stavební úpravy, drobná rozšíření a zvelebení objektu, takže v průběhu času zde vznikla pohodlná renesanční vila s velkou zahradou.

### Barokní palác

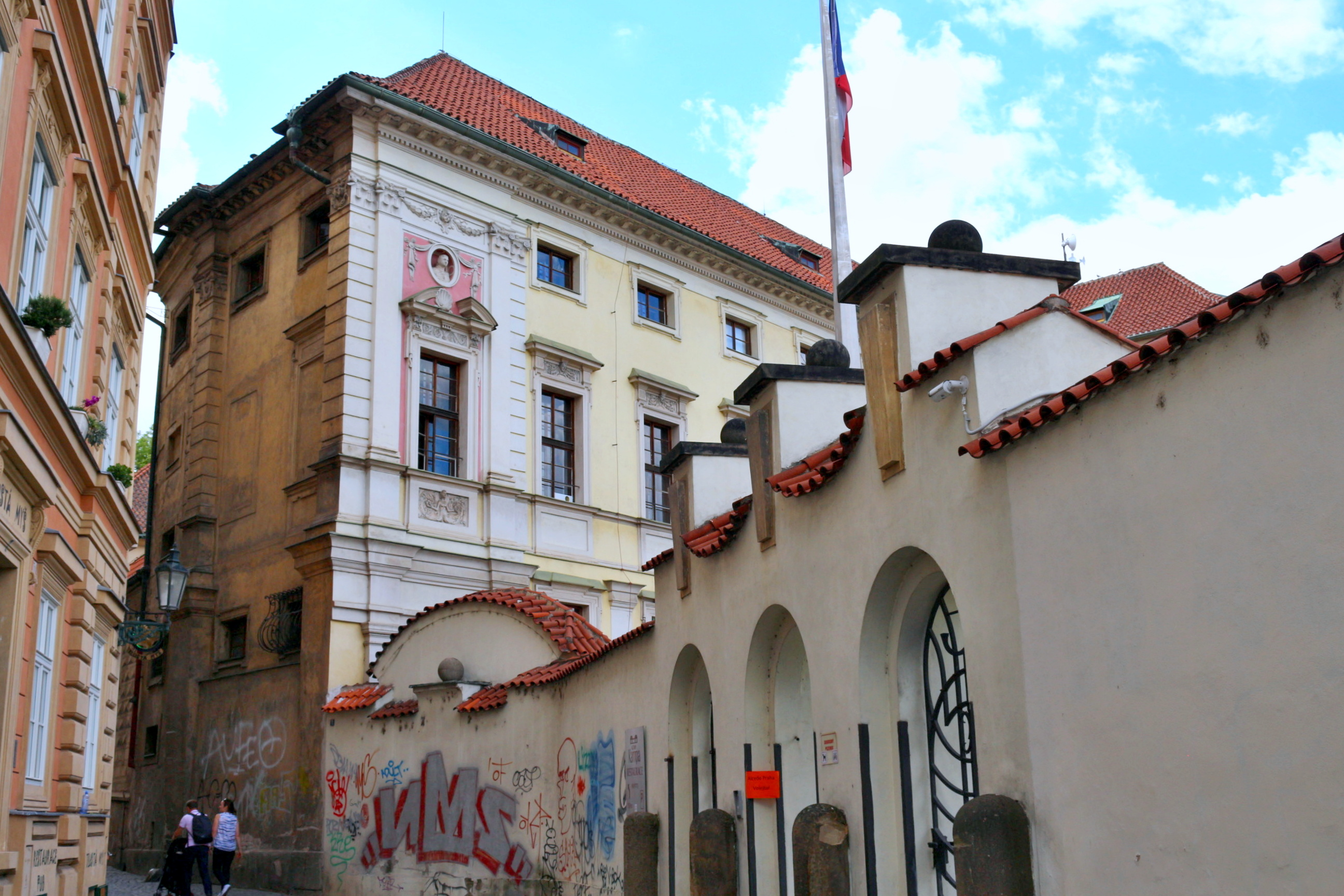
Renesanční ohradní zeď

V roce 1623 celý objekt přešel z majetku rodiny Jindřicha Matyáše Thurna do rukou císařského dvorního úředníka Pavla Michny z Vacínova, po němž tento objekt nese dodnes své jméno. Tento státní úředník, inspirován vedoucí osobností té doby Albrechtem Václavem Eusebiusem z Valdštejna, nechal vilu kompletně přestavět a přeměnil ji na nádherný a mohutný palác. Autorem této přestavby byl patrně italský architekt Francesco Caratti. Od roku 1632 pak tuto přestavbu financoval syn Pavla Michny Václav Jan Michna. Původní stavba byla touto přestavbou podstatně rozšířena i celkově zvýšena, byla opatřena bohatou štukovou výzdobou. Z této části stavby byl asi nejhezčí zahradní rizalit na východní straně (směrem ke Kampě) s půvabnou salou terrenou. Všechny práce však byly na přelomu 40. a 50. let 17. století z finančních důvodů zastaveny a nebyly již nikdy obnoveny, výzdoba paláce tak zůstala nedokončena.
V druhé polovině 17. století palác opět změnil majitele, dalším majitelem se stal Jan Adolf ze Schwarzenbergu, jenž zde provedl další úpravy zahrady východním směrem k ostrovu Kampa. Směrem jižním ke Všehrdově ulici byla v té době dostavěna velká jízdárna. V roce 1763 palác opět změnil svého majitele, Schwarzenbergové palác prodali Janu Bornscheinovi, který jej z finančních důvodů roku 1767 prodal vojenskému eráru, jenž zde zřídil zbrojní sklad. 
Během 150 následujících let, kdy objekt využívalo vojsko, palác pustl a chátral, došlo k velkému znehodnocení a nenávratnému poškození mnoha zdejších prostor. V roce 1772 navíc došlo k další dostavbě západního průčelí (směrem k Petřínu), v nejpůvabnější a nejcennější části objektu zahradního rizalitu byla zřízena výrobna střeliva, v zahradě byla postavena velká čtyřstranná nízká budova nové zbrojnice s vnitřním nádvořím (tzv. carré). Stav objektu na konci první světové války byl natolik žalostný, že byl klasifikován jakožto ruina. V roce 1914 byla zbrojnice předána městu Praze, ale příslušníci armády ji definitivně opustili až v roce 1921.

### Vznik Tyršova domu

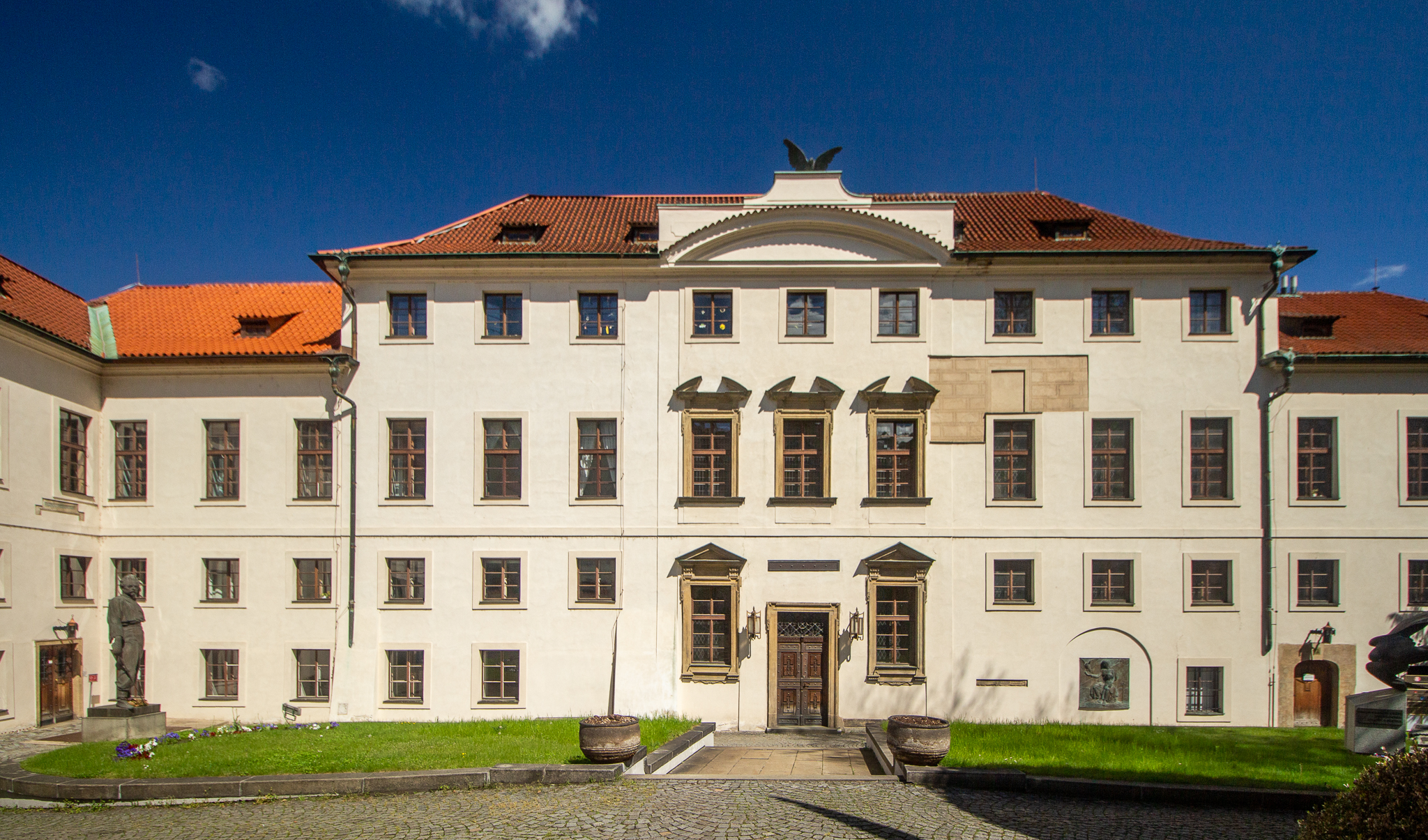
Průčelí paláce z ulice Újezd

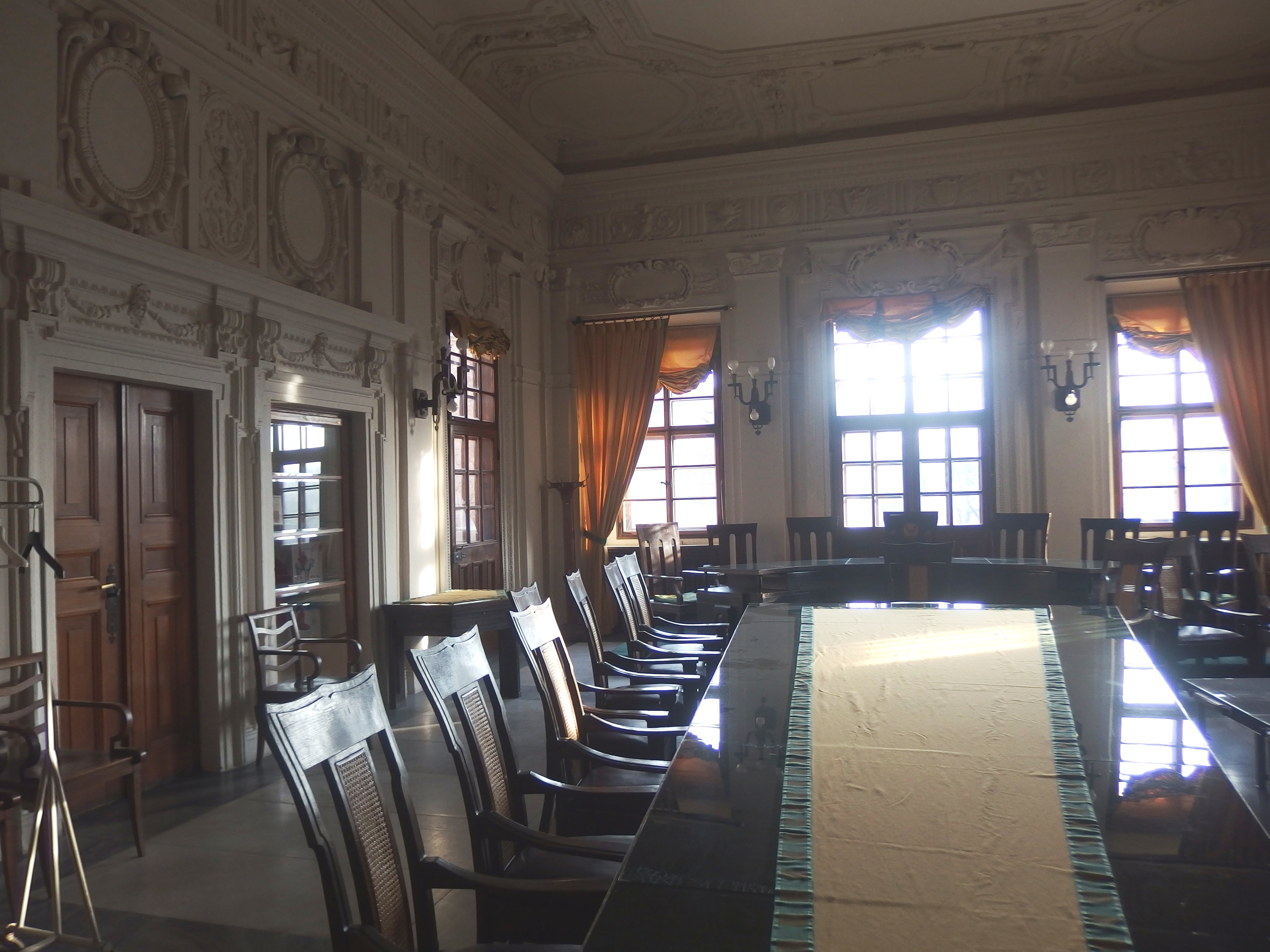
Interiér paláce

Dne 30. dubna 1921 od pražské obce poničený Michnův palác za 3 mil. Kč zakoupila Česká obec sokolská, která zde zahájila další přestavby a dostavby. Ve vypsané soutěži na přestavbu paláce zvítězil návrh architekta Františka Krásného. Byly dostavěny šatny a tělocvična, bývalá jízdárna byla zvýšena a přebudována na velkou sokolskou ubytovnu.
Touto poslední další náročnou přestavbou a dostavbou byl někdejší barokní palác přestavěn na moderní tělovýchovné a společenské zařízení, ve kterém se také nacházela výstavní síň, kuchyně, jídelna i mnoho kanceláří. Budova nové zbrojnice byla zbořena. V její severní části byla vystavěna nová budova s velkou tělocvičnou vybavená šatnami a umývárnami. Pod tělocvičnou se nalézá 20 metrů dlouhý bazén. Ve zbytku prostoru nové zbrojnice bylo postaveno lehkoatletické cvičiště s běžeckým oválem.
Areál byl slavnostně otevřen v květnu 1925 za účasti prezidenta Masaryka, jeho syna Jana, předsedy vlády Antonína Švehly, ministra Františka Udržala, primátora Karla Baxy, starosty ČOS Josefa Scheinera, náčelníka ČOS Jindřicha Vaníčka a dalších osobností. Celý objekt od té doby sloužil české tělovýchově. V roce 1926 v průběhu VIII. Všesokolského sletu byla na prvním nádvoří odhalena socha dr. Miroslava Tyrše, kterou vytvořil sochař Ladislav Šaloun. Socha byla za okupace zničena, po válce znovu odlita.

### Okupace
V roce říjnu 1941 byla z nařízení říšského protektora zakázána veškerá sokolská činnost a celý areál přešel pod říšskou správu. Budovu využívala NSDAP,Kuratorium a Hitlerjugend. Byly zde budovány kryty, některé místnosti sloužily jako vojenský lazaret, převážně pro prominentní zraněné.
Nejasný je osud kolumbária významných sokolských osobností. Některé zdroje uvádějí projekt jako nezrealizovaný, dobový tisk ale píše o kolumbáriu v roce 1939 jako o funkčním, včetně jmen osob, jejichž urny zde byly uloženy.

### Poválečné období
Po válce byl areál ČOS vrácen, ale po únoru 1948 ho stát znárodnil. Od roku 1953 užívala objekt po čtyřicet let mj. Fakulta tělesné výchovy a sportu Univerzity Karlovy. Dále zde sídlilo Muzeum tělesné výchovy a sportu, pobočka Národního muzea, které bylo po roce 2002 včetně archivu začleněno do Historického muzea jako součást oddělení novodobých českých dějin, jímž je dodnes. V roce 1991 byl areál v restituci navrácen České obci sokolské. V roce 2002 byl, jako mnoho jiných malostranských objektů, těžce poškozen ničivou povodní na Vltavě. Lehkoatletické cvičiště s běžeckým oválem však po povodni obnoveno nebylo, místo slouží jako parkoviště.

## Objekty

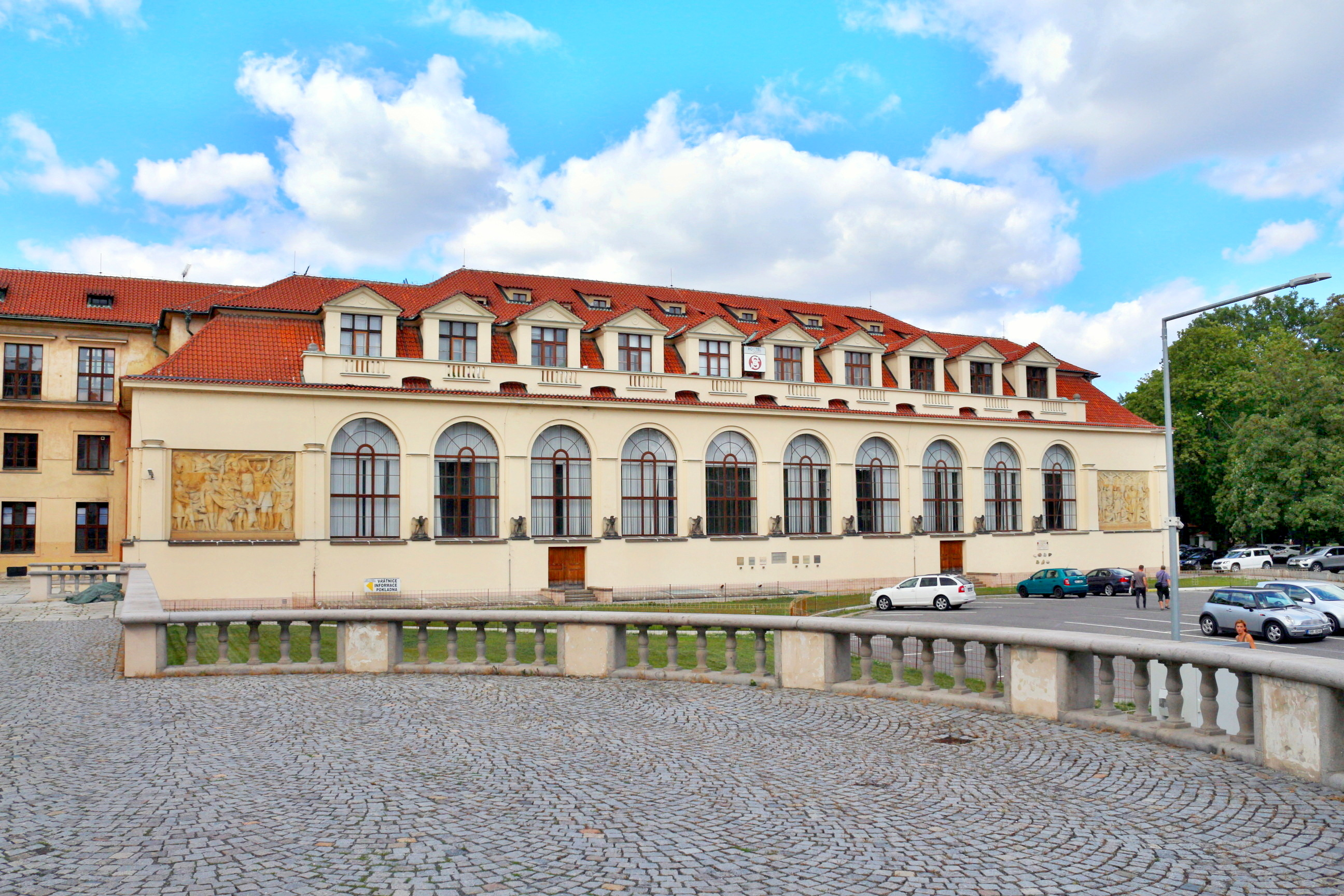
Budova tělocvičny

Komplex se stává z několika více či méně propojených budov:
- Palác Michnův – renesanční palác s manýristickou přestavbou
- Stará zbrojnice – dvoukřídlá dvoupatrová budova na půdorysu písmene L v jižní části areálu z konce 17. století
- Tělocvična – novostavba Františka Krásného ze začátku 20. století
- Zahradní domek – drobná barokní stavba

Původně k areálu také patřil Huťský mlýn.

## Současnost

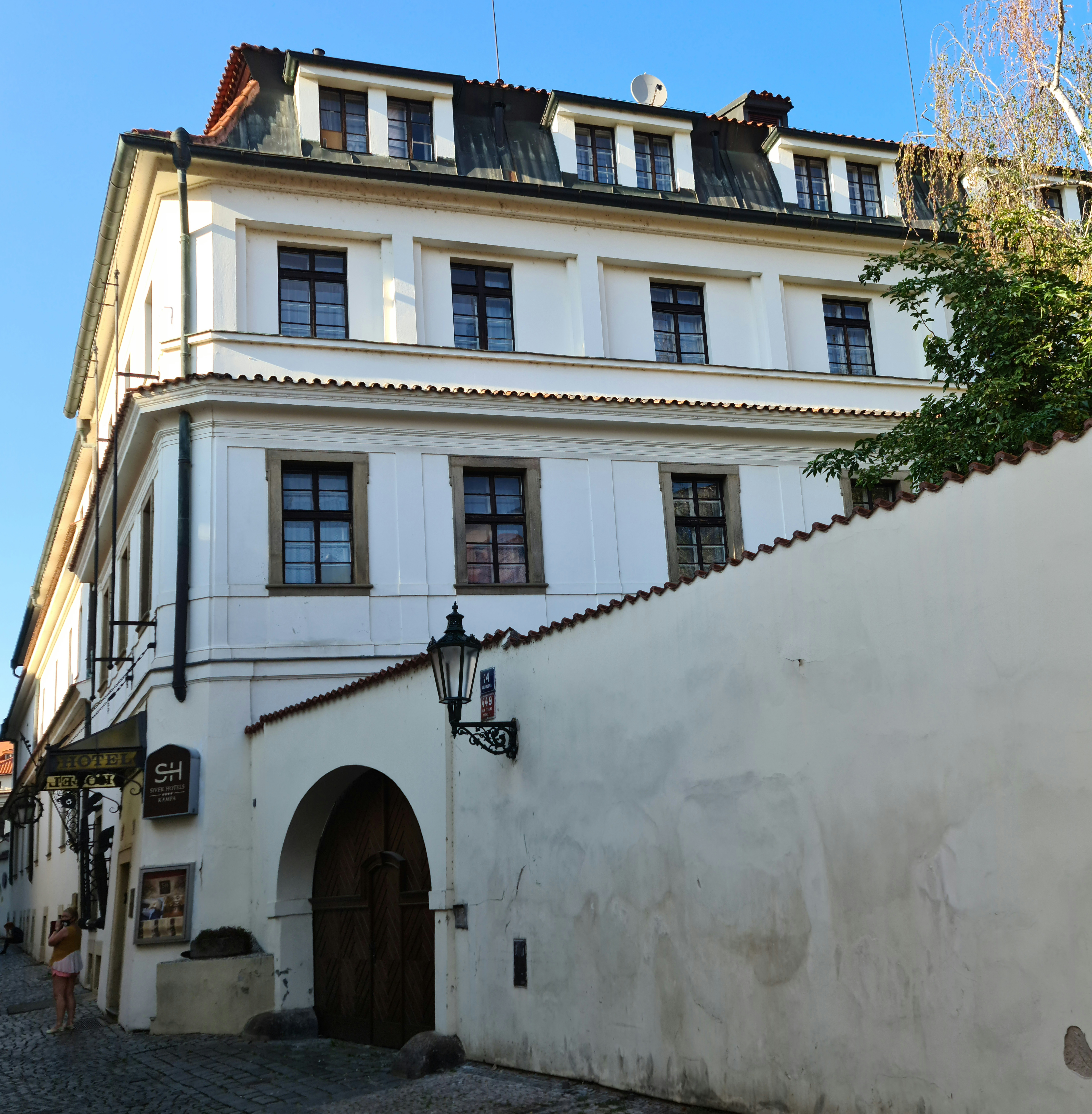
Budova Staré zbrojnice

V areálu jsou kromě tělovýchovných zařízení také kanceláře a reprezentativní prostory. Sokolové část budov pronajímají, v jižní budově staré zbrojnice je hotel. V domě se již tradičně každoročně koná Deskohraní,[zdroj?] v areálu se také každoročně koná Signal festival.[zdroj?]
V roce 2022 ČOS chystala rekonstrukci a přestavbu areálu podle plánu architekta Josefa Pleskota.